# Pedro Chinchay
Pedro Chinchay Valenzuela (Lima, Perú, 19 de octubre de 1958) es un exfutbolista peruano que se desempeñaba como centrocampista de recuperación.

## Trayectoria
Llegó a los juveniles del Sporting Cristal en 1974 luego de ir a prueba junto a otros compañeros del Colegio Ricardo Bentín del Rímac, fue dirigido por Víctor Pasache y Eloy Campos. 
Formó parte de la Selección Sub-20 que participó en el torneo de Uruguay en enero de 1979, a mediados de ese año hizo su debut en el cuadro bajopontino bajo la dirección técnica de Marcos Calderón y se consagró bicampeón de la Primera División del Perú en 1979 y 1980siendo considerado una de las revelaciones del torneo.
A fines de noviembre de 1980 emigró a México para enrolarse en el Tigres UANL de Monterrey recomendado por su DT. también peruano Claudio Lostanau, obtuvo el título de la Primera División de México en 1982 bajo la DT. del uruguayo Carlos Miloc y teniendo como compañero a su compatriota Gerónimo Barbadillo. 
En 1983 jugó en Venezuela con mediano éxito al lado de sus compatriotas Augusto Palacios y Rudolfo Manzo; en 1984 regresó a Perú jugando por Deportivo Municipal, luego volvió a jugar por Sporting Cristal en 1985 hasta 1987, se retiró en 1988 en el Sport Boys cuando jugó la Segunda División del Perú. 

## Clubes
| Club                | País      | Año         |
| ------------------- | --------- | ----------- |
| Sporting Cristal    | Perú      | 1979 - 1980 |
| Tigres UANL         | México    | 1980 - 1982 |
| Deportivo Táchira   | Venezuela | 1983        |
| Deportivo Municipal | Perú      | 1984        |
| Sporting Cristal    | Perú      | 1985 - 1987 |
| Sport Boys          | Perú      | 1988        |

## Palmarés

### Campeonatos nacionales
| Título                     | Club             | País   | Año         |
| -------------------------- | ---------------- | ------ | ----------- |
| Primera División del Perú  | Sporting Cristal | Perú   | 1979        |
| Primera División del Perú  | Sporting Cristal | Perú   | 1980        |
| Primera División de México | Tigres UANL      | México | 1981 - 1982 |